# Manihot walkerae
Manihot walkerae е вид цъфтящо растение от семейство Млечкови (Euphorbiaceae). Видът е критично застрашен от изчезване.

## Разпространение
Видът е разпространен в Съединените щати (Тексас) и Мексико (Тамаулипас).